# Liste der Monuments historiques in Escobecques
Die Liste der Monuments historiques in Escobecques führt die Monuments historiques in der französischen Gemeinde Escobecques auf.

## Liste der Objekte
| Bezeichnung                           | Beschreibung                                                         | Standort                                  | Kennzeichnung | Schutzstatus | Datum | Bild |
| ------------------------------------- | -------------------------------------------------------------------- | ----------------------------------------- | ------------- | ------------ | ----- | ---- |
| Prozessionskreuz                      | Kupfer, versilbert und vergoldet, zweite Hälfte des 15. Jahrhunderts | in der Kirche Notre-Dame-de-la-Visitation | PM59000550    | Classé       | 1896  |      |
| Gemälde mit Rahmen: Christus am Kreuz | Ende des 19. Jahrhunderts                                            | in der Kirche Notre-Dame-de-la-Visitation | PM59007073    | Inscrit      | 2004  |      |